# Ein perfekter Ehemann
Ein perfekter Ehemann (Originaltitel: An Ideal Husband) ist ein Film von Regisseur Oliver Parker. Die Komödie aus dem Jahr 1999 basiert auf dem Bühnenstück Ein idealer Gatte des irischen Schriftstellers Oscar Wilde von 1895.

## Handlung
Der ambitionierte Politiker Sir Robert Chiltern ist ein angesehenes Mitglied des Unterhauses und führt mit seiner gutmütigen Ehefrau Lady Gertrude Chiltern ein recht angenehmes Leben. Beide veranstalten auf ihrem Anwesen eine Party, zu der auch ein sehr guter Freund der Chilterns, Lord Goring, ein Lebemann und überzeugter Junggeselle, eingeladen ist. Unter den weiteren Gästen ist auch Laura Cheveley, eine alte Schul-Feindin Lady Chilterns, die im Besitz eines Briefes von Sir Robert mit prekärem Inhalt ist. Sir Robert hatte vor vielen Jahren Baron Arnheim, dem Liebhaber und Mentor von Laura Cheveley, ein Staatsgeheimnis über die Beteiligung der britischen Regierung am Bau des Suezkanals verkauft. Baron Arnheim nutzte diese Insiderinformationen, um einen hohen Spekulationsgewinn zu erzielen, von dem Sir Robert ein nicht unerhebliches Stück abbekam. Mit der in diesem Brief von Sir Robert enthaltenen Information versucht Laura Cheveley diesen nun zu erpressen. Sie verlangt von ihm, dass Sir Robert in der nächsten Sitzung des Unterhauses seine bisherige Einschätzung des zur Debatte stehenden Argentinien-Kanal-Projekts ändert und dieses befürwortet, da sie selbst viel Geld in das Projekt investiert hat. Andernfalls würde sie den Brief der Presse weiterleiten, was das politische und gesellschaftliche Aus für Sir Robert und seine Frau bedeuten würde. Doch Sir Robert erteilt Mrs Cheveley zunächst eine Absage.
Diese unternimmt einen weiteren Versuch, indem sie Lady Gertrude besucht und Andeutungen macht, dass ihr Ehemann nicht so perfekt sei, wie sie immer dachte. Mrs Cheveley erzählt ebenso von den Jugendsünden Sir Roberts, worauf seine Frau ihn entsetzt verlässt. Beide nehmen Kontakt mit Lord Goring auf und bitten ihn um seine Unterstützung. Dieser kennt Sir Roberts dunkles Geheimnis und möchte die beiden wieder versöhnen, doch durch ein Missverständnis lässt er anstatt Lady Gertrude Mrs Cheveley in sein Haus. Nun denkt Sir Robert, dass sein bester Freund ihn hintergangen hat. Zu allem Überfluss stellt sich heraus, dass Lord Goring Mrs Cheveley früher einmal beinahe geheiratet hätte. Er versucht, den unheilvollen Brief an sich zu bringen, indem er mit Mrs Cheveley eine Wette eingeht: Wenn Sir Robert bei der Kabinettssitzung aufrichtig über sein Urteil berichtet, wird sie ihm den Brief aushändigen. Tut er es nicht, wird Lord Goring sie heiraten. Der enttäuschte Sir Robert will aber nicht mehr mit Lord Goring reden.
In der entscheidenden Unterhaussitzung plädiert Sir Robert, der davon ausgeht, dass sein guter Ruf nun verloren ist, dann doch gegen das Kanalprojekt, worauf Lord Goring seine Wette gewinnt und er den Brief bekommt. Als Sir Robert erkennt, welches Risiko sein Freund eingegangen ist, versöhnt er sich wieder mit Lord Goring. Seine Frau erkennt, dass ihr Mann nicht perfekt sein kann, und versöhnt sich ebenfalls mit ihm. Als Lord Goring dann noch Sir Robert um die Hand seiner kecken Schwester Mabel bittet, verweigert er ihm diese, da er noch immer denkt, dass Lord Goring eine Affäre mit Mrs Cheveley hatte. Deshalb klärt Lady Gertrude die Situation auf, obwohl sie dabei selbst zugeben muss, gelogen zu haben. Nachdem nun alles geklärt ist, können die beiden heiraten.

## Kritiken
„Gelungene, kinogerechte wie zeitgemäße Adaption des gleichnamigen Bühnenstücks von Oscar Wilde, die sowohl dessen einzigartige Sprachkunst (im englischen Original) als auch die zeitlose Gesellschaftskritik transportiert und dabei glänzend unterhält. Hervorragend besetzt und gespielt.“

„Oliver Parker hat … einen ansehnlichen Kostümfilm gemacht, mit viel raschelnder Seide, gut platzierten Bonmots und Anflügen von Bravheit.“

## Auszeichnungen
Rupert Everett und Julianne Moore wurden im Jahr 2000 für den Golden Globe Award nominiert. Caroline Harris für die Kostüme, Peter King für das Make-up und Oliver Parker für das (adaptierte) Drehbuch wurden 2000 für den BAFTA Award nominiert. Zu den sechs Nominierungen für den Golden Satellite Award im Jahr 2000 gehörten jene für Rupert Everett, Julianne Moore, Cate Blanchett und als Beste Komödie.
Julianne Moore gewann im Jahr 1999 den National Board of Review Award und wurde 2000 für den Chicago Film Critics Association Award nominiert. Sie und Cate Blanchett wurden 2000 für den Chlotrudis Award nominiert. Rupert Everett wurde 1999 für den Europäischen Filmpreis nominiert; er gewann 1999 den Golden Space Needle Award des Seattle International Film Festivals. Jeremy Northam gewann 2000 den London Critics Circle Film Award und den Evening Standard British Film Award.

## Hintergrund
Der Film wurde in London und in Buckinghamshire gedreht. Seine Produktionskosten betrugen schätzungsweise 14 Millionen US-Dollar. Der Film spielte in den Kinos der USA ca. 18,5 Millionen US-Dollar ein und in den britischen Kinos ca. 2,7 Millionen Pfund Sterling.